# 豊間根村
豊間根村（とよまねむら）は、昭和30年（1955年）まで岩手県下閉伊郡にあった村。現在の山田町豊間根・荒川・石峠にあたる。

## 沿革
- 明治22年（1889年）4月1日 - 町村制施行にともない、豊間根村・荒川村・石峠村の計3か村が合併して新制の東閉伊郡豊間根村が発足。
- 1897年（明治30年）4月1日 - 郡の統合により北閉伊郡・中閉伊郡・東閉伊郡が合併して下閉伊郡が発足[1]。
- 昭和30年（1955年）3月1日 - 山田町・大沢村・織笠村・船越村と合併し、新制の山田町となる。

## 行政

### 歴代村長
| 代 | 氏名             | 就任                      | 退任                       | 備考 |
| -- | ---------------- | ------------------------- | -------------------------- | ---- |
| 1  | 船越廉三         | 明治22年（1889年）7月5日  | 明治34年（1901年）5月5日   |      |
| 2  | 吉田禎蔵         | 明治34年（1901年）7月5日  | 明治36年（1903年）11月7日  |      |
| 3  | 桂新兵衛         | 明治37年（1904年）2月10日 | 明治41年（1908年）2月9日   |      |
| 4  | 舘下耕夫         | 明治41年（1908年）5月13日 | 大正2年（1913年）6月27日   |      |
| 5  | 豊間根隆         | 大正2年（1913年）10月3日  | 大正6年（1917年）7月24日   |      |
| 6  | 佐々木武次       | 大正7年（1918年）6月3日   | 大正9年（1920年）1月26日   |      |
| 7  | 佐々木治五右ェ門 | 大正10年（1921年）7月23日 | 大正13年（1924年）3月27日  |      |
| 8  | 阿部仁能         | 大正14年（1925年）4月8日  | 昭和2年（1927年）1月19日   |      |
| 9  | 大久保喜重治     | 昭和2年（1927年）5月1日   | 昭和2年（1927年）9月21日   |      |
| 10 | 木村利男         | 昭和2年（1927年）11月1日  | 昭和6年（1931年）4月10日   |      |
| 11 | 豊間根隆         | 昭和6年（1931年）11月13日 | 昭和21年（1946年）11月21日 | 再任 |
| 12 | 豊間根与左ェ門   | 昭和22年（1947年）4月10日 | 昭和30年（1955年）2月28日  |      |

## 交通

### 鉄道
- 国鉄山田線：豊間根駅